# 富瑞
富瑞（法語：Fouju，法語發音：[fuʒy] ⓘ）是法国塞纳-马恩省的一个市镇，属于默伦区。

## 地理
富瑞（48°35'9"N, 2°46'43"E）面积7.81 平方千米，位于法国法蘭西島大區塞纳-马恩省，该省份为法国北部内陆省份，北起瓦兹省，西接埃松省、马恩河谷省、塞纳-圣但尼省和瓦兹河谷省，南至卢瓦雷省，东南接约讷省，东临马恩省和奥布省，东北接埃纳省。
与富瑞接壤的市镇（或旧市镇、城区）包括：昂德勒泽勒、布朗迪、尚波、克里斯努瓦、穆瓦斯奈。

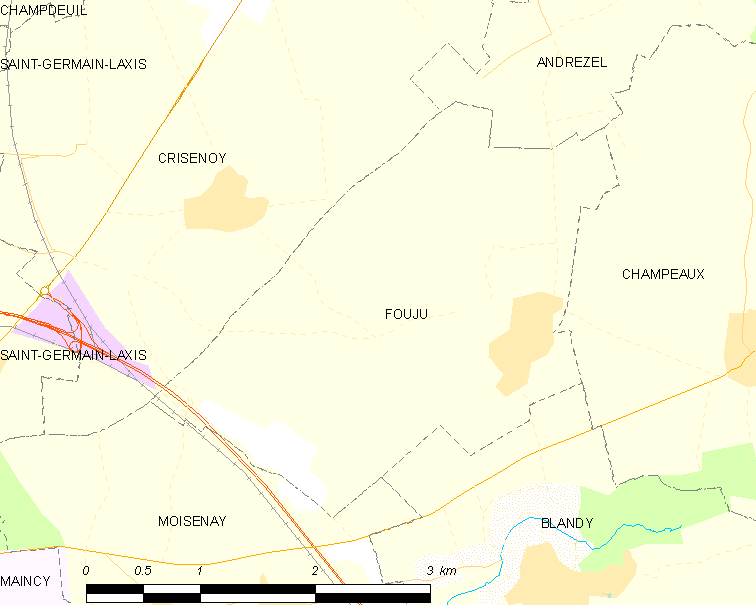
富瑞的OSM定位图

富瑞的时区为UTC+01:00、UTC+02:00（夏令时）。

## 行政
富瑞的邮政编码为77390，INSEE市镇编码为77195。

## 政治
富瑞所属的省级选区为楠日县。

## 人口

1962-2008年间富瑞人口变化图示

富瑞于2022年1月1日时的人口数量为631人。